# Mîhailo-Hannivka, Konotop
Mîhailo-Hannivka (în ucraineană Михайло-Ганнівка) este localitatea de reședință a comunei Mîhailo-Hannivka din raionul Konotop, regiunea Sumî, Ucraina.

## Demografie
Componența lingvistică a localității Mîhailo-Hannivka
     Ucraineană (95,93%)
     Rusă (4,07%)
Conform recensământului din 2001, majoritatea populației localității Mîhailo-Hannivka era vorbitoare de ucraineană (95,93%), existând în minoritate și vorbitori de rusă (4,07%).